# Moinho de vento das Verdigueiras
O Moinho de vento das Verdigueiras, igualmente conhecido como Verdugueiras, é um edifício histórico na freguesia de Luzianes-Gare, no Município de Odemira, na região do Alentejo, em Portugal.

## Descrição e história
A estrutura consiste num moinho de vento, com uma planta simples de forma circular. Está situado no alto de uma colina, numa zona rural, num local conhecido igualmente como Verdugueiras, a uma distância aproximada de 6,5 Km da sede da freguesia. É considerado como um dos monumentos mais destacados na freguesia.
O imóvel foi provavelmente construído em 1867. Em 2009 ainda estava em funcionamento, embora já de forma motorizada, com dois motores, um a a gasóleo e outro eléctrico, tendo o mecanismo vindo do Moinho da Portela do Carvalhal. Contava igualmente com um sistema para a separação automática da farinha e do farelo, que também veio do moinho da Portela do Carvalhal, e que tinha sido introduzida de forma a concorrer com as unidades industriais de moagem, que produziam farinha já peneirada. Produzia farinha para as populações locais e para a padaria de Portimão, no Algarve, onde era misturada com farinhas industriais, resultando na chamada farinha espoada. Neste período, o proprietário e moleiro era o Sr. António Guerreiro, que tinha esta função desde 1976. Produzia farinha que era utilizada para fazer papas de milho e pão.

## Leitura recomendada
- QUARESMA, António Martins (2009). Cerealicultura e farinação no Concelho de Odemira: Da Baixa Idade Média à época contemporânea. Odemira: Câmara Municipal de Odemira. 124 páginas. ISBN 978-989-8263-02-5